# Gauliga 1935-1936
L'edizione 1935-1936 della Gauliga vide la vittoria finale del Norimberga.

## Partecipanti
| Squadra               | qualificata come                          |
| Hindenburg Allenstein | Campione della Gauliga Ostpreußen         |
| Viktoria Stolp        | Campione della Gauliga Pommern            |
| Berliner SV 92        | Campione della Gauliga Berlin-Brandenburg |
| Vorwärts Gleiwitz     | Campione della Gauliga Schlesien          |
| PSV Chemnitz          | Campione della Gauliga Sachsen            |
| 1. SV Jena            | Campione della Gauliga Mitte              |
| Eimsbütteler TV       | Campione della Gauliga Nordmark           |
| Werder Brema          | Campione della Gauliga Niedersachsen      |
| Schalke 04            | Campione della Gauliga Westfalen          |
| Fortuna Düsseldorf    | Campione della Gauliga Niederrhein        |
| Kölner CfR            | Campione della Gauliga Mittelrhein        |
| FC Hanau 93           | Campione della Gauliga Hessen             |
| VfR Wormatia Worms 08 | Campione della Gauliga Südwest            |
| SV Waldhof 07         | Campione della Gauliga Baden              |
| Kickers Stoccarda     | Campione della Gauliga Württemberg        |
| Norimberga            | Campione della Gauliga Bayern             |

## Fase a gironi

### Gruppo A
|   | Classifica            | Pt | G | V | N | P | GF | GS |
| - | --------------------- | -- | - | - | - | - | -- | -- |
| 1 | Schalke 04            | 10 | 6 | 5 | 0 | 1 | 22 | 7  |
| 2 | PSV Chemnitz          | 10 | 6 | 5 | 0 | 1 | 19 | 9  |
| 3 | Berliner SV 92        | 4  | 6 | 2 | 0 | 4 | 10 | 17 |
| 4 | Hindenburg Allenstein | 0  | 6 | 0 | 0 | 6 | 6  | 24 |

### Gruppo B
|   | Classifica        | Pt | G | V | N | P | GF | GS |
| - | ----------------- | -- | - | - | - | - | -- | -- |
| 1 | Vorwärts Gleiwitz | 10 | 6 | 5 | 0 | 1 | 21 | 9  |
| 2 | Werder Brema      | 8  | 6 | 4 | 0 | 2 | 22 | 11 |
| 3 | Eimsbütteler TV   | 4  | 6 | 2 | 0 | 4 | 7  | 14 |
| 4 | Viktoria Stolp    | 2  | 6 | 1 | 0 | 5 | 4  | 20 |

### Gruppo C
|   | Classifica             | Pt | G | V | N | P | GF | GS |
| - | ---------------------- | -- | - | - | - | - | -- | -- |
| 1 | Norimberga             | 11 | 6 | 5 | 1 | 0 | 19 | 4  |
| 2 | VfR Wormatia Worms 08  | 5  | 6 | 2 | 1 | 3 | 15 | 13 |
| 3 | 1. SV Jena             | 4  | 6 | 2 | 0 | 4 | 7  | 13 |
| 4 | SV Stuttgarter Kickers | 4  | 6 | 2 | 0 | 4 | 6  | 17 |

### Gruppo D
|   | Classifica         | Pt | G | V | N | P | GF | GS |
| - | ------------------ | -- | - | - | - | - | -- | -- |
| 1 | Fortuna Düsseldorf | 10 | 6 | 5 | 0 | 1 | 16 | 7  |
| 2 | FC Hanau 93        | 5  | 6 | 2 | 1 | 3 | 9  | 6  |
| 3 | SV Waldhof 07      | 5  | 6 | 2 | 1 | 3 | 6  | 10 |
| 4 | Kölner CfR         | 4  | 6 | 2 | 0 | 4 | 4  | 12 |

## Fase finale

### Semifinali
| Norimberga | 2 – 0 | Schalke 04 |

| Fortuna Düsseldorf | 3 – 1 | Vorwärts Gleiwitz |

### Finale
| Norimberga | 2 – 1 dts | Fortuna Düsseldorf |

## Verdetti
- 1. FC Norimberga campione del Terzo Reich 1935-36.